# جواو جريمالدو
جواو ألبرتو جريمالدو أوبيديا (بالإنجليزية: Joao Grimaldo)‏ هو لاعب كرة قدم بيروفي يلعب كمهاجم لفريق سبورتنج كريستال ومنتخب بيرو.

## السنوات المبكرة
ولد جريمالدو في ليما، عاصمة بيرو. كان مقر عائلته في مقاطعة ليما، ريماك، وهي بلدة تقع في المنطقة دون الإقليمية المركزية لمتروبوليتان ليما، كونو سنترو.
منذ اللحظات الأولى التي لعب فيها الكرة، كان ميالا إلى ممارسة كرة القدم الهجومية. على الرغم من أنه طور لعبته في مدرسة ماريا رينا ديل سيلو، إلا أن أول اتصال له حدث في عام 2009، عندما أنشأ أحد أقربائه فريقًا لكرة الصالات في منطقة ريماك. تم اختباره لدخول الأقسام الدنيا لنادي أتلتيكو ريتما. كوليجيو سان أندريس هو اسم فريق فئة 2002، الذي تم إنشاؤه للعب كأس Toque y Gol في 2011 و2012 و2013. فاز الفريق بتلك البطولة، وظل في الفريق حتى بلغ 12 عامًا، وهو عمر إستر غراندي. تمكن دي بنتين من التوقيع معه والقاعدة التي تحكم اتحاد كرة القدم البيروفي هي ضم لاعب كرة قدم من ذلك العمر.

## وصلات خارجية
- جواو جريمالدو على موقع إي إس بي إن إف سي (الإنجليزية)
- جواو جريمالدو على موقع قاعدة بيانات كرة القدم.إي يو (الإنجليزية)
- جواو جريمالدو على موقع بيانات كرة القدم. دي إي (الألمانية)
- جواو جريمالدو على موقع ناشيونال فوتبول تيمز (الإنجليزية)
- جواو جريمالدو على موقع Soccerbase.com (لاعب) (الإنجليزية)
- جواو جريمالدو على موقع Soccerway.com (الإنجليزية)
- جواو جريمالدو على موقع عالم كرة القدم.نت (الإنجليزية)
- جواو جريمالدو على موقع كووورة